# Preaxostyla
Preaxostyla o Anaeromonadida es un grupo de protistas del filo Metamonada. Son flagelados amitocondriales, la mayoría simbióticos o parásitos de animales. Presentan cuatro flagelos y cinetosomas por cinétida. Se caracterizan por la presencia de un preaxostilo, que es una fibra que conecta los centrosomas con el axostilo. Este último es un orgánulo formado por microtúbulos que recorre la célula axialmente, y que es de diferente estructura a los axostilos de los parabasálidos. Incluye a Oxymonadida y al género Trimastix, que se clasifica en su propio orden. 
Oxymonadida comprende especies que viven exclusivamente en los intestinos de termitas y de otros insectos comedores de madera. De forma similar a Parabasalia, contienen bacterias simbióticas que les facilitan la digestión de la celulosa. Se caracterizan por carecer del aparato de Golgi.
Trimastix es un organismo de vida libre que al contrario que los primeros presenta un aparato de Golgi típico. 